# مايك ريد (ملاكم)
مايك ريد (بالإنجليزية: Mike Reed)‏ مواليد 12 يناير 1993 في واشنطن العاصمة، هو ملاكم محترف أمريكي يصنف ضمن فئة وزن خفيف الوسط بدأ مسيرته الاحترافية سنة 2013 حيث انتصر في نزاله الأول.

## إحصائيات
خاض خلال مسيرته 20 نزالا، فاز في 20 ولم يتعادل ولم يخسر. فاز بالضربة القاضية في 12 نزالا.

## روابط خارجية
- مايك ريد على موقع بوكس ريك (الإنجليزية) (registration required)